# Ананьевский сельсовет (Нижегородская область)
Ананьевский сельсове́т — сельское поселение в составе Княгининского района Нижегородской области. Административный центр — село Ананье.

## История
Статус и границы сельского поселения установлены Законом Нижегородской области от 15 июня 2004 года № 60-З «О наделении муниципальных образований - городов, рабочих посёлков и сельсоветов Нижегородской области статусом городского, сельского поселения».
Законом Нижегородской области от 28 августа 2009 года № 151-З сельские поселения Ананьевский сельсовет и Островский сельсовет объединены в сельское поселение Ананьевский сельсовет.

## Население
| 2002  | 2010  | 2012  | 2013  | 2014  | 2015  | 2016  |
| ----- | ----- | ----- | ----- | ----- | ----- | ----- |
| 1757  | ↘1448 | ↘1430 | ↘1397 | ↘1362 | ↘1341 | ↘1299 |
| 2017  | 2018  | 2019  | 2020  | 2021  |       |       |
| ↘1274 | ↘1233 | ↘1229 | ↘1206 | ↘1174 |       |       |

## Состав сельского поселения
| №  | Населённый пункт | Тип населённого пункта       | Население |
| -- | ---------------- | ---------------------------- | --------- |
| 1  | Ананье           | село, административный центр | ↘512      |
| 2  | Большое Корево   | деревня                      | ↘12       |
| 3  | Воля             | деревня                      | ↘2        |
| 4  | Долгая           | деревня                      | ↘19       |
| 5  | Домашняя         | деревня                      | ↘29       |
| 6  | Драчиха          | деревня                      | ↘16       |
| 7  | Егорьевское      | село                         | ↘168      |
| 8  | Золотуха         | деревня                      | ↘1        |
| 9  | Карандашка       | деревня                      | →0        |
| 10 | Малое Корево     | деревня                      | ↘7        |
| 11 | Новоегорьевское  | деревня                      | ↘7        |
| 12 | Новоселье        | деревня                      | ↘9        |
| 13 | Островское       | село                         | ↘278      |
| 14 | Парково          | деревня                      | ↘11       |
| 15 | Редриково        | деревня                      | ↘18       |
| 16 | Рогово           | деревня                      | ↘2        |
| 17 | Скучиха          | деревня                      | →0        |
| 18 | Троицкое         | село                         | ↘348      |
| 19 | Юрьевка          | деревня                      | ↘9        |